# Ялкынское сельское поселение
Ялкынское се́льское поселе́ние — муниципальное образование в Алексеевском районе Татарстана Российской Федерации.
Административный центр — деревня Ялкын.

## История
Статус и границы сельского поселения установлены Законом Республики Татарстан от 31 января 2005 года № 11-ЗРТ «Об установлении границ территорий и статусе муниципального образования "Алексеевский муниципальный район" и муниципальных образований в его составе».

## Население
| 2010 | 2011 | 2012 | 2013 | 2014 | 2015 | 2016 |
| ---- | ---- | ---- | ---- | ---- | ---- | ---- |
| 638  | ↘635 | ↘629 | ↘625 | ↗632 | ↘613 | ↘593 |
| 2017 | 2018 |      |      |      |      |      |
| ↘578 | ↘564 |      |      |      |      |      |

## Состав сельского поселения
| № | Населённый пункт | Тип населённого пункта          | Население |
| - | ---------------- | ------------------------------- | --------- |
| 1 | Гурьевка         | деревня                         |           |
| 2 | Караваево        | село                            |           |
| 3 | Языково          | деревня                         |           |
| 4 | Ялкын            | деревня, административный центр |           |